# Christian Lunding

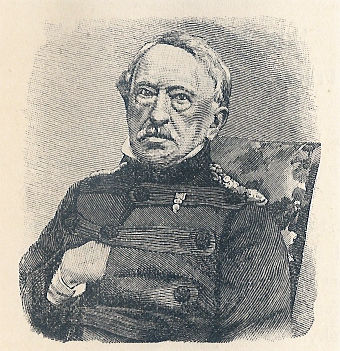
Niels Christian Lunding.

Niels Christian Lunding, född den 19 februari 1795, död den 26 juli 1871, var en dansk general, bror till Conrad Matthias och Vilhelm Lunding. 
Lunding blev 1812 löjtnant vid ingenjörkåren, 1834 kapten och 1844 major. År 1848 var Lunding den högste kommenderande ingenjörofficeren vid hären i Slesvig, ledde under vapenstilleståndet befästningsarbetena i Fredericia och blev i april 1849 kommendant där. Genom sin outtröttlighet, påpasslighet och stränghet hade Lunding en väsentlig del i det hedrande försvaret av Fredericia under maj och juni månader 1849, och de utfall, som han företog, blev inledning till det avgörande slaget den 6 juli samma år, i vilket alla de fientliga skansarna intogs och raserades. Till belöning utnämndes Lunding till överste. År 1856 tog han avsked ur ingenjörkåren samt blev 1858 generalmajor och kommendant på Kronborg. År 1864 blev han åter kommendant i Fredericia och beredde sig att utstå en ny belägring. Då befallde regeringen, tvärt emot hans råd, honom att lämna fästningen utan strid (april samma år). År 1867 erhöll han avsked med generallöjtnants titel och högre pension.